# Ternstroemia glomerata
Ternstroemia glomerata är en tvåhjärtbladig växtart som beskrevs av G.R. Proctor. Ternstroemia glomerata ingår i släktet Ternstroemia och familjen Pentaphylacaceae. Inga underarter finns listade i Catalogue of Life.